# 예당초등학교 (경기)
예당초등학교는 대한민국 경기도 화성시에 있는 공립 초등학교이다.

## 학교 연혁
- 2008.01.07. 예당초등학교 설립인가
- 2008.09.01. 이재우 초대 교장선생님 부임
- 2008.09.01. 6학급 개교(병설유치원 2학급)
- 2009.02.12. 제1회 졸업(139명)
- 2009.03.01. 예절교육 시지정 연구학교
- 2021.09.01. 최승부 5대 교장선생님 부임
- 2021.12.29. 제14회 유치원졸업식(남 : 13명, 여 16명 계 29명)
- 2022.01.03. 제14회 졸업식(남 : 67명, 여 70명 계 137명)
- 2022.03.01. 초등 27학급, 특수 2학급, 유치원 5학급 편성
- 2022.03.01. 혁신학교 지정, 온라인컨텐츠활용선도학교 지정

## 참고 자료
- 예당초등학교 - 한국교육학술정보원 학교알리미